# Arhopala myrtale
Arhopala myrtale är en fjärilsart som beskrevs av Otto Staudinger 1889. Arhopala myrtale ingår i släktet Arhopala och familjen juvelvingar. Inga underarter finns listade i Catalogue of Life.